# Cerambyx praepes
Cerambyx praepes är en skalbaggsart som beskrevs av Voet 1778. Cerambyx praepes ingår i släktet ekbockar, och familjen långhorningar. Inga underarter finns listade.